# Giuliano Ferrara
Giuliano Ferrara (né le 7 janvier 1952 à Rome) est un journaliste et homme politique italien. Après avoir été membre du Parti communiste italien et élu du Parti socialiste italien, il soutient désormais la droite et Silvio Berlusconi.

## Biographie
Fils d'un sénateur communiste, directeur de L'Unità, Giuliano Ferrara abandonne le Parti communiste italien en 1983 pour protester contre la décision du parti de ne pas consacrer un concert au massacre de Sabra et Chatila. Il travaille alors pour L'Espresso. Il est élu député européen du PSI en juin 1989.
Giuliano Ferrara devient ministre pour les Rapports avec le Parlement du premier gouvernement Berlusconi. En janvier 1996, il crée le quotidien Il Foglio qu'il dirige encore aujourd'hui. Il y tient des positions néo-conservatrices. En 1997, il perd contre Antonio Di Pietro lors d'une élection partielle. Bien qu'il ne se déclare pas catholique, il soutient à partir de 2001 des positions hostiles à l'islamisme et au laïcisme.
En décembre 2007, il rouvre le débat sur l'avortement en proposant, comme pour la peine de mort, un moratoire universel. Il crée un mouvement politique qui se présente aux élections d'avril 2008, sous le nom de « Avortement ? Non, merci. » (Associazione difesa della vita. Aborto? No grazie.). Il obtient un résultat électoral très faible.
Il anime l'émission Qui Radio Londra sur RAI-UNO.